# Concurso da Polícia Rodoviária Federal de 9 de dezembro de 2007
O concurso da Polícia Rodoviária Federal de 9 de dezembro de 2007 foi um concurso público de ingressão no órgão com 122.400 candidatos para 340 vagas (360 candidatos/vaga).
A Polícia Rodoviária Federal (PRF) sofria com um défcit histórico em seu efetivo, o que levou a realização do concurso. Porém, ele foi cancelado pela tentativa de venda do gabarito por um dos funcionários que trabalhavam na elaboração da prova. Os responsáveis foram julgados em 2011.
O concurso foi retomado um ano depois, com 41,1% de abstenção. Ainda houve problemas com os excedentes, onde apenas 170 dos 406 previstos para a contratação foram aceitos.

## Contexto
Em 15 anos, a malha rodoviária do país e o número de veículos aumentaram respectivamente em 77% e 134% até 2011, mas o efetivo da PRF continuou o mesmo, criando um défcit histórico na organização.
O Diretor-Geral da Polícia Rodoviária Federal (PRF), Hélio Cardoso Derenne, assumiu em 2003 após a exoneração do general Álvaro Henrique Vianna de Moraes, que foi acusado de se envolver em uma série de escândalos, incluindo superfaturamento, descumprimento de decisão judicial e destruição de provas. Derenne, porém, tinha cargo mantido por contatos com o PMDB da região Sul do país, e foi quotado para ser candidato a prefeito em Balneário Camboriú.
Na mesma época, uma funcionária da Fundação Escola de Serviço Público do Estado do Rio de Janeiro (Fesp) foi acusada de vender o gabarito da prova de Professor Docente no Estado.

## Concurso
O concurso público era de 122.400 candidatos para 340 vagas (36 candidatos/vaga), para trabalhar na BR-163, que começava a 200 quilômetros de Cuiabá, no Mato Grosso, e ia até Santarém, no Pará. A prova foi organizada pelo Núcleo de Computação Eletrônica da Universidade Federal do Rio de Janeiro (NCE/UFRJ). O salário era de R$ 5.084,00. Este foi o último concurso da PRF que não exigiu ensino superior para a ingressão no órgão, resultado das reivindicações da categoria após pressão e greve.

### Tentativa de suspensão
O concurso sofreu tentativa de suspensão pelo Ministério Público Federal do Pará por não haver vagas para pessoas com deficiência física, mas a organização entendeu que deficiências são imcompatíveis com a vaga.

### Alegação de fraude
A prova foi cancelada por pedido do Ministério Público Federal um dia antes de sua realização após um homem ser preso em flagrante por ter tentando vender o gabarito por R$ 40 mil em São João de Meriti. Ele foi encaminhado para a Polícia Federal. A investigação seguiu em sigilo.
Dois dias depois, a PRF anunciou que iniciou um processo de rescisão do contrato com o Núcleo de Computação Eletrônica da Universidade Federal do Rio de Janeiro e que a prova seria realizada até março. A PRF decidiu contratar as empresa organizadora mais barata que não venceu no processo de licitação, usando como critério de desempate o plano de segurança. No acordo, os dados o valor pago pelos concurseiros seria transferido para a nova empresa responsável pela prova. Mais de R$ 7 milhões foram depositados na Fundação José Bonifácio para a realização da prova.
O NCE, por sua vez, criou uma comissão de sindicância formada por dez membros e presidida por um professor para apurar o vazamento. Durante a análise, foi coletado entrevistas com os envolvidos na elaboração das provas e as imagens de 85 câmeras que gravaram todo o processo.

### Impacto em outros concursos
O vazamento também levou ao adiamento e possibilidade de rescisão pelo Tribunal de Justiça do Rio de Janeiro por quebra de confiança, em concurso de 70 mil candidatos para 66 vagas de técnico de atividade judiciária e 72 vagas de analista judiciário, mesmo que as provas ainda não tivessem sido impressas. As provas estavam guardadas no mesmo cofre do que as provas da PRF. Porém, os concursos da  Prefeitura de Mesquita e do Ministério Público do Espírito Santo ocorreram normalmente.

## Retomada do concurso
Até junho de 2008, não havia previsão para a retomada do concurso, e a PRF de Sorriso mostrou preocupação pela BR-163 estar sendo patrulhada apenas por 24 policiais.
O concurso foi reaberto pelo Ministério da Justiça no dia 21 julho de 2008. O processo de recisão foi concluído e o Centro Especial de Seleção e Promoção de Eventos da Universidade de Brasília (Cespe/UnB) foi escolhido como empresa organizadora do concurso. As provas praticamente não sofreram mudanças, exceto pequenos acertos devido a nova legislação de trânsito feita pelo Conselho Nacional de Trânsito (Contran). O NCE precisou reembolsar os cofres públicos em R$ 7,5 milhões e foi criado um mecanismo de devolução da taxa para concurseiros que quisessem desistir de realizar a prova.
O índice de abstenção foi de 41,1%. Os resultados foram divulgados no dia 22 de outubro.

### Excedentes
Havia previsão orçamentária do Ministério do Planejamento, Orçamento e Gestão para a contratação de 406 excedentes para atuar em outros estados, mas apenas 170 foram de fato contratados. O processo foi acompanhado por políticos, como o senador Jayme Campos (DEM-MT) e o deputado Valdemir Pereira (PSB). A situação se arrastou até pelo menos 2010, quando o concurso expirou, de acordo com a  Lei nº 8.112/1990. Entre os problemas, estava o aumento da diária dos policiais, que quase dobrou.

## Julgamento
Em maio de 2011, o Ministério público Federal finalizou a investigação sobre o caso e acusou o servidor José Augusto Barbosa, do NCE, de ter roubado os gabaritos. Ele teria passado a prova para os servidores Sales Ximenes e Aragão e Aluisio Gomes da Silva do Ministério Público do Rio de Janeiro (MPRJ) repassaram a prova para o concurseiro Jayth Rodrigues Maurício, que então repassou para mais cinco colegas. Todos os envolvidos foram processados por corrupção ativa e passiva, receptação, peculato e violação de sigilo funcional. Também tiveram seus bens congelados e os procuradores pediram um ressarcimento de R$ 10 milhões.